# فيلما دي أنغيليس
فيلما دي أنغيليس (بالإيطالية: Wilma De Angelis) هي مغنية ومقدمة تلفزيونية وممثلة إيطالية، ولدت في 8 أبريل 1931 في ميلانو في إيطاليا.

## وصلات خارجية
- الموقع الرسمي
- مقالات تستعمل روابط فنية بلا صلة مع ويكي بيانات